# Iotrochota iota
Iotrochota iota är en svampdjursart som först beskrevs av de Laubenfels 1954.  Iotrochota iota ingår i släktet Iotrochota och familjen Iotrochotidae.
Artens utbredningsområde är havet kring Mikronesien. Inga underarter finns listade i Catalogue of Life.